# Gonzalo Quiroga
Gonzalo Lozada Quiroga (ur. 25 lutego 1993 w San Juan) – argentyński siatkarz, grający na pozycji przyjmującego.
Jest bratankiem Raúla Quirogi brązowego medalisty Igrzysk Olimpijskich w Seulu w 1988 roku. Jego starszym bratem jest siatkarz Rodrigo Quiroga.
W kwietniu 2015 roku miał wypadek samochodowy we Włoszech.
Pod koniec sezonu 2017/2018 w GKS-ie Katowice doznał urazu barku, który wymagał długiej rehabilitacji.

## Sukcesy klubowe
Mistrzostwo Francji:
- 2025[9]

## Sukcesy reprezentacyjne
Mistrzostwa Ameryki Południowej Juniorów:
- 2008

Mistrzostwa Świata Juniorów:
- 2009

Letnie Igrzyska Olimpijskie Młodzieży:
- 2010

Mistrzostwa Ameryki Południowej Kadetów:
- 2010

Igrzyska Panamerykańskie:
- 2011

Puchar Panamerykański U-23:
- 2012

Puchar Panamerykański:
- 2012[10]
- 2014

Mistrzostwa Ameryki Południowej U-23:
- 2014

Mistrzostwa Ameryki Południowej:
- 2017

## Nagrody indywidualne
- 2010: MVP i najlepszy przyjmujący Mistrzostw Ameryki Południowej Kadetów
- 2014: Najlepszy przyjmujący Mistrzostw Ameryki Południowej U-23